# Johann Daniel Noltenius

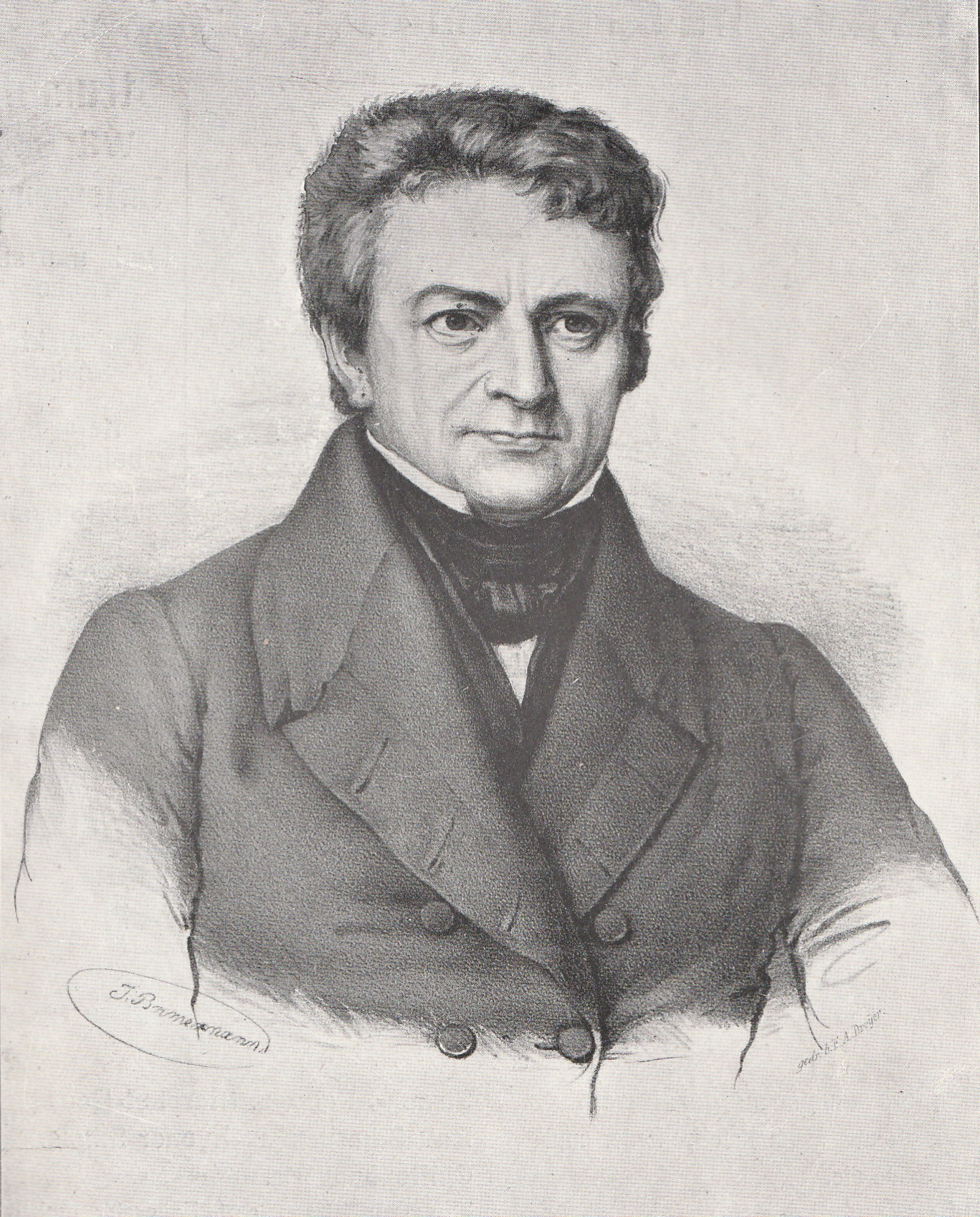
Johann Daniel Noltenius, Lithographie von J.Bremermann, um 1850

 Johann Daniel Noltenius  (* 2. Mai 1779 in Bremen; † 8. März 1852 in Bremen) war ein Jurist, Bremer Senator und Bremer Bürgermeister.

## Biografie
Noltenius war der Sohn des seit 1753 in Bremen wohnenden Kaufmanns Johann Daniel Noltenius (1726–1791) und Gesche Catharina Noltenius, geb. Berkemeyer, der Tochter eines Brauereibesitzers und Schwester der Frau von Bürgermeister Johann Smidt. Er war verheiratet mit der Apothekerstochter Caroline Rhode; beide hatten drei Söhne.
Er absolvierte das Pädagogium und ab 1797 das Gymnasium Illustre in Bremen. Nach dem Abitur studierte er ab 1798 Rechtswissenschaften an der Universität Jena und der Universität Göttingen. Er promovierte 1802 zum Dr. jur. Er war dann Advokat in Bremen und 1807 Aktuar (Gerichtsschreiber, Protokollant) am Kämmereigericht (Obergericht). Von 1809 bis 1839 war er Ratsherr bzw. Senator in Bremen. In der Bremer Franzosenzeit war er von 1811 bis 1813 Friedensrichter in der Neustadt. Am 4. April 1839 wurde er Bremer Bürgermeister und blieb es bis zu seinem Tod. 1849 und 1852 nahm er das Amt des Präsidenten des Senats war. Einer seiner Nachkommen war der Jagdflieger Friedrich Theodor Noltenius (1894–1936).

## Einzelnachweis
1. ↑  B. Noltenius, Die ersten Noltenius in Bremen, Aus dem Leben unserer Urgrosseltern Johann Daniel Noltenius und Gesche Catharine geb. Berkemeyer; Bremen 1912.

| Personendaten    | Personendaten                                             |
| ---------------- | --------------------------------------------------------- |
| NAME             | Noltenius, Johann Daniel                                  |
| KURZBESCHREIBUNG | deutscher Jurist, Bremer Senator und Bremer Bürgermeister |
| GEBURTSDATUM     | 2. Mai 1779                                               |
| GEBURTSORT       | Bremen                                                    |
| STERBEDATUM      | 8. März 1852                                              |
| STERBEORT        | Bremen                                                    |